# Tommy
Tommy és una pel·lícula musical estrenada el 1975, basada en l'òpera rockTommy dels Who estrenada el 1969. Ha estat dirigida per Ken Russell i moltes celebritats musicals i actors hi van participar, incloent els membres del grupThe Who. Ann-Margret va rebre un Globus d'Or per la seva actuació i va ser proposada per un Oscar a la millor actriu. Pete Townshend també va ser nominat a l'Oscar a la millor banda sonora, adaptació. Ha estat doblada al català.

## Argument
El capità Thomas Walker de la RAF combat els alemanys en la Segona Guerra Mundial. El seu avió ha caigut abans que el seu fill neixi, (Overture/Captain Walker) notícia anunciada a Nora Walker, la futura mare, al seu lloc de treball (una fàbrica de míssils). Dona a llum el 8 de maig de 1945 un noi, Tommy (It's A Boy ). Aprenent a viure com a mare soltera, coneix Frank Hobbs en un camp de vacances i s'enamora d'ell (Bernie's Holiday Camp).
A trenc d'alba del nou any 1951, mentre Frank i Nora viuen junts a la casa de Walker i projecten el seu matrimoni (1951), el pare de Tommy reapareix i torna a casa en plena nit. Sorprèn la seva dona al seu llit amb Frank. Aquest últim, sorprès, mata el capità amb l'ajuda d'un llum. Tommy, despertat pel seu pare alguns minuts abans, assisteix a l'escena. Queda llavors convençut per la seva mare i el padrastre que no ha vist res, res no ha sentit, i no dirà res a ningú (What About The Boy? ); profundament marcat psicològicament per l'homicidi del seu pare i les intimacions de la seva mare, el noi queda sord, mut i cec.
Mentre el seu padrastre no mostra cap remordiment per haver matat el Capità i haver deixat així Tommy sord, mut i cec, i viu només que pel biaix de sensacions (Amazing Journey ), Nora Walker provarà desesperadament, i per tots els mitjans, de curar Tommy, sobretot intentant retornar-li una fe envers el cristianisme (Christmas), sense èxit: Tommy apareix ja refusant tota religió. Una el·lipse temporal ens porta llavors aproximadament vint anys després, on Mrs. Walker i ell apareixen en una església on es consagra un culte a Marilyn Monroe (Eyesight to the Blind ) que tindria el poder de curar els incapacitats. Una vegada més, és un fracàs: Tommy trenca l'estàtua de la seva efígie mentre que Mrs. Walker intentava posar-lo de genolls perquè es prosterni davant l'ídol; això mostra que el jove refuta tota religió i tot culte.
Aleshores la família, impotent, multiplica les temptatives, de vegades inversemblants, de curar-lo. Així Frank el farà anar a veure una gitana que li administrarà àcid (Acid Queen ), i davant d'aquest nou fracàs abandonarà a poc a poc el noi, deixant-lo als membres de la família, ja siguin cosins rebels (Cousin Kevin ) o oncles perversos (Fiddle Extrem ). Però Tommy no reacciona i només és absorbit pel seu reflex al mirall (Do you think its alright ), que l'absorbirà fins al punt de guiar-lo fora de la casa (Sparks), per portar-lo a un dipòsit de cotxes vells on és guiat només per la llum que el seu esperit li retorna. Quan la seva al·lucinació para, és lliurat a ell mateix en aquest dipòsit, en plena nit. És llavors la llum que emet una màquina de milió rovellada que el «salvarà»; atret per aquesta llum, Tommy es posarà a jugar sense descans al joc i no el trobaran fins l'endemà al matí.
Frank veu llavors les capacitats de Tommy i el fa participar en totes les competicions, que guanya amb brio (Extra Extra), fins que és proclamat campió i es converteix en milionari (Pinball Wizard ), fent la felicitat d'una generació que el considera un heroi, però també i sobretot de la seva família, que es lliura a tots els excessos. La seva mare cau en un cercle viciós de l'embriaguesa pels diners, vivint com una dona mantinguda pel seu fill a base de copes de xampany i de diamants: però el remordiment l'agafa i quan s'adona que no fa més que aprofitar-se del seu fill, es torna neuròtica i apareix com una mare literalment superada pels esdeveniments (Champagne). Tornant, Frank veu la seva dona en plena al·lucinació i decideix contactar un metge especialitzat en les patologies mentals (There's A Doctor ).
Aquest, després d'haver provat les capacitats de Tommy, informa la família que el que pensaven ser una patologia mental és de fet un bloqueig psicològic degut a un esdeveniment extern, i que no podrà ser curat més que per una estimulació més forta que una màquina mèdica (Go To The Mirror ). Mrs. Walker, després de tots els seus esforços per intentar reconfortar el seu fill en la seva tristesa que l'empresona (Tommy, Can You Hear me?) s'acaba irritant per aquesta situació impossible. La seva fúria torna una vegada més sobre les seves emocions, afavorida per l'alcohol que consumeix cada vegada més regularment. Turmentada per aquest mirall que obsessiona Tommy, acaba en un excés de còlera per projectar-lo contra el mirall, que es trenca, emportant-se Tommy en la seva caiguda (Smash The Mirror ). Qui sap si era una estimulació d'aquest gènere la que el doctor havia preconitzat, però el jove queda alliberat de les seves cadenes que el tenien cec, sord i mut, finalment lliure (I'm Free ), amb una energia sobtada que el deixa eufòric. Quan la seva mare el troba, li exposa la situació i el seu estatus de messies (Mother And Son). Tommy comprèn que és un ídol i desitja fundar una institució per incitar els seus fanàtics a donar una nova perspectiva a la seva vida.
La seva guarició miraculosa és mediatitzada (Miracle Cure) i els seus fanàtics es troben en massa per aplaudir el seu messies (Sally Simpson ). Tota la població és sota el jou de Tommy, que apareix com la reencarnació de la llum, que guia els pobles cap a l'amor i la guarició (Sensation). Tot d'enlluernats per la seva acció divina, la gent s'amuntega en massa per arribar al camp dels deixebles de Tommy, que recluta en massa fins al punt de no tenir prou lloc per allotjar tots els fanàtics (Welcome). La propaganda es propaga al món sencer, portada per Nora i Frank (TV Studio). A la manera del Bernie's Holiday Camp on els dos es van trobar, Frank constitueix el Tommy's Holiday Camp, on l'oncle Ernie reprèn el paper que tenia Frank al seu camp de vacances, el de portar els fanàtics al centre i d'empènyer-los a consumir sempre i gastar més (Tommy's Holiday Camp ).
Però aquest domini i aquest culte totalitari presenten ràpidament falles, la multitud ja no suporta el culte a la personalitat de Tommy, ja que no els arriba cap rastre de la seva misteriosa guarició: malgrat els esforços del nou messies per condicionar-los, forçant-los a portar taps d'orelles, amaga-ulls, aparell per obstruir l'orifici bucal i dirigir-los cap a màquines del milió. La multitud es rebel·la, en no trobar la serenitat d'esperit i la llibertat que havia aparegut a Tommy en resposta a aquesta estimulació. Un violent aixecament esclata, els deixebles no suporten ja les restriccions (We're Not Gonna Take It ). Nora i Frank moren en la revolta mentre intentaven protegir el seu fill, inconscient de la situació. Quan els fidels fugen al so de les sirenes de policia, Tommy surt i apareix un paisatge apocalíptic, el camp destrossat, els seus pares morts. Tommy intenta llavors en va reanimar la seva mare (See Me, Feel Me), i s'acaba resignant a quedar-se per una última vegada amb la seva mare i el seu padrastre, agafats de les mans en el camp de batalla incendiat.
Tommy corre, fuig del camp destrossat, i comprèn que està sol davant la seva llibertat i la seva elevació espiritual (Listening To You ): és invencible, porta al seu cor una energia sense precedents. Decideix anar a buscar els seus pares biològics, en el cim d'una muntanya i de cara al sol, última al·legoria del seu poder.

## Repartiment
- Roger Daltrey: Tommy Walker
- Oliver Reed: Frank Hobbs, el padrastre de Tommy
- Ann-Margret: Nora Walker Hobbs, la mare de Tommy
- Elton John: el Pinball Wizard
- Eric Clapton: el que prega
- John Entwistle: ell mateix
- Keith Moon: Oncle Ernie (+ ell mateix en algunes parts de la pel·lícula)
- Paul Nicholas: Cosí Kevin
- Jack Nicholson: Dr. A. Quackson,
- Robert Powell: Capità Thomas Walker, el pare de Tommy
- Pete Townshend: Tommy
- Tina Turner: The Gipsy, the Acid Queen
- Arthur Brown: el Capellà
- Victoria Russell: Sally Simpson
- Ben Aris: Rev. A. Simpson. V.C.

## Premis i nominacions
Premis
- Globus d'Or a la millor actriu musical o còmica per Ann-Margret

Nominacions
- Oscar a la millor actriu per Ann-Margret
- Oscar a la millor banda sonora per Pete Townshend
- Globus d'Or a la millor pel·lícula musical o còmica